# Schilderswijk (Heerhugowaard)
De Schilderswijk is de meest noordoostelijke wijk van Heerhugowaard. De wijk heeft een zogenaamd nieuw en oud deel dat van elkaar wordt gescheiden door de Krusemanlaan. Alle straten in de wijk zijn vernoemd naar Nederlandse kunstschilders.
De Schilderswijk grenst aan de westkant aan de Heemradenwijk en aan de zuidkant aan de Bomenwijk. Aan de oostkant wordt in de toekomst een nieuwe wijk, de Draai, gebouwd.
De wijk bestaat vrijwel alleen uit laagbouw. In het midden van de wijk liggen een winkelcentrum en het Carel Fabritiuspark. De wijk heeft twee basisscholen, de Zevensprong en de Jeroen Boschschool.